# Fiorde de Varanger

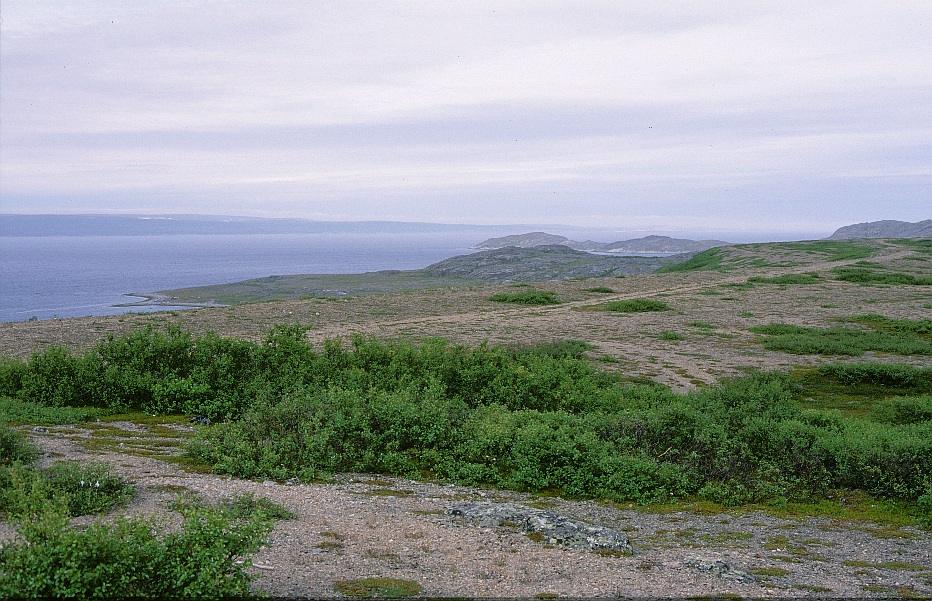
Fiorde de Varanger

Fiorde de Varanger (em norueguês:  Varangerfjorden, em finlandês:  Varanginvuono) é o fiorde mais oriental da Noruega, situando-se no condado de Finnmark. Tem cerca de 100 km de comprimento. Em um sentido estrito, é um falso fiorde, pois não tem as características de um fiorde esculpido por geleiras.

## História
Os residentes em Varangerfjord são, em grande parte, descendentes de imigrantes finlandeses que vieram da Finlândia e da Suécia, tendo chegado à região no século XIX.